# Pragmatism
Pragmatism är en filosofi och sanningsteori som uppkom i USA vid slutet av 1800-talet och som kännetecknas av fokus på handlingars och påståendens praktiska konsekvenser. 
Ett påståendes mening, en idé, metod, teori eller hypotes verifieras enligt pragmatismen i dess konkreta konsekvenser, dess tillämpbarhet, funktion, användbarhet och relation till accepterade fakta. Charles Sanders Peirce menar att en idé om någonting är våra uppfattningar om tingets förnimbara effekter, och att vår uppfattning aldrig kan nå bortom dessa effekter. Detta betyder att kunskap om verkligheten är indirekt, eftersom den härstammar från människans interaktion med verkligheten. William James menade att konkurrerande uppfattningar endast kan prövas utifrån vilken konkret skillnad de gör för vårt förhållningssätt till vad uppfattningen berör. Han beskrev en föreställnings sanningshalt som uppfattningens ”kontantvärde”, med vilket han avsåg hur mycket och hur precist ett påstående passar med och fungerar i teori och praktik, liksom vilka nya möjligheter för handling och ny förståelse som uppfattningen möjliggör. Pragmatister betraktar inte sanning och kunskap som en direkt relation mellan ett påstående och en objektiv verklighet, utan som vad John Dewey beskrev som en ”väl grundad påståbarhet” som motiveras genom vetenskapliga studier, analys och beprövad erfarenhet.
Pragmatismen grundades av Charles Sanders Peirce (1839–1914), som myntade termen 1878 i en uppsats i Popular science monthly. Den populariserades av William James i Will to believe (1897), Philosophical conceptions and practical results (1898) och Pragmatism (1907). Bland pedagoger är John Dewey en av de mest inflytelserika pragmatisterna, med Studies in logical theory (1903). Även filosofen och socialpsykologen  George Herbert Meads filosofi brukar räknas som pragmatistisk. Den fick även stort inflytande på samhällsvetare som exempelvis sociologen C. Wright Mills.